# Petrus Camper
Petrus Camper (Leiden, 11 de maio de 1722 — Haia, 7 de abril de 1789) foi um anatomista, antropólogo, fisiologista, parteiro, zoólogo, paleontólogo e naturalista holandês na Idade do Iluminismo. Ele foi um dos primeiros a se interessar por anatomia comparada, paleontologia e ângulo facial. Ele foi um dos primeiros a definir uma "antropologia", que distinguiu da história natural. Ele estudou o orangotango, o rinoceronte de Java e o crânio de um mosassauro, que ele acreditava ser uma baleia. Camper era uma celebridade na Europa e tornou-se membro da Royal Society (1750), Göttingen (1779) e da Academia Russa de Ciências (1778), da Royal Society of Edinburgh (1783), da francesa (1786) e da prussiana Academia de Ciências (1788). Ele projetou e construiu ferramentas para seus pacientes e para cirurgias. Ele era desenhista amador, escultor, patrono da arte e um político monarquista conservador. Camper publicou algumas palestras contendo um relato de sua craniometria. Isso lançou a base de todo o trabalho subsequente.

## Anatomia comparativa

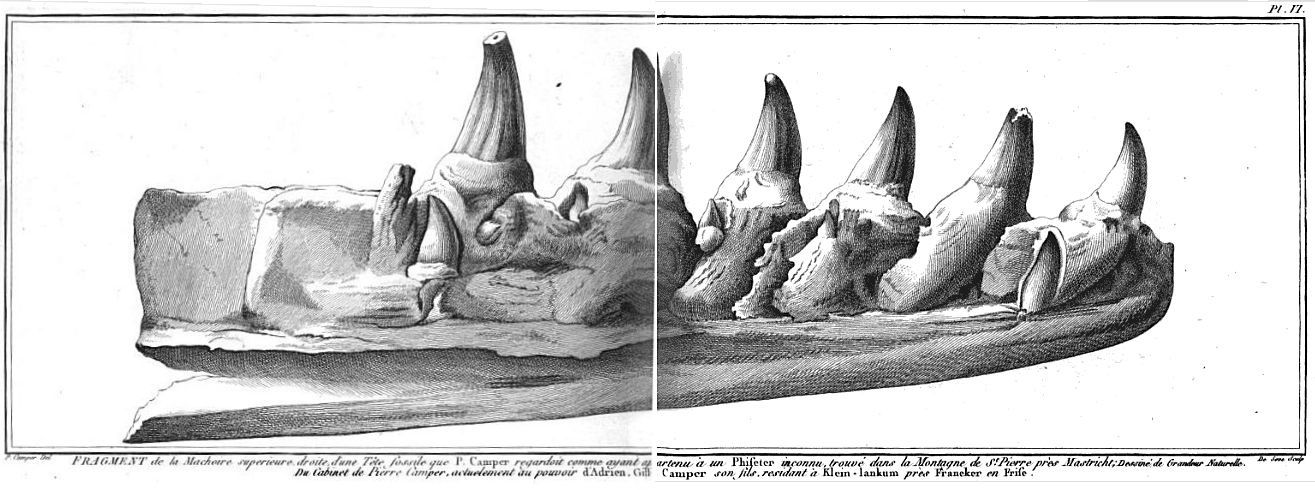
A mandíbula de um Mosasaurus (lagarto marinho) descoberta em Mount St. Peter, Maastricht, de acordo com Petrus Camper.

Camper estava interessado na classificação de todos os tipos de descobertas de fósseis, como o Mosasaurus em Maastricht, que ele inspecionou e desenhou na década de 1770. Seus desenhos foram posteriormente publicados por Barthélemy Faujas de Saint-Fond.
Um dos primeiros a estudar anatomia comparada, Petrus Camper demonstrou o princípio da correlação em todos os organismos por "metamorfose". Em sua palestra de 1778, "Sobre os pontos de semelhança entre as espécies humanas, quadrúpedes, pássaros e peixes; com regras para desenhar, fundadas nesta similaridade", ele metamorfoseou um cavalo em um ser humano, mostrando assim a semelhança entre todos os vertebrados. Étienne Geoffroy Saint-Hilaire teorizou isso em 1795 como a "unidade da composição orgânica", cuja influência é perceptível em todos os seus escritos subsequentes; a natureza, observou ele, nos apresenta apenas um plano de construção, o mesmo em princípio, mas variado em suas partes acessórias. As metamorfoses de Camper, que demonstraram essa "unidade do Plano", impressionaram Diderot e Goethe. Em 1923 e 1939, alguns autores holandeses sugeriram que Camper prefigurou a famosa ideia de "tipo" de Goethe - um padrão estrutural comum de alguma maneira.

## "Ângulo facial"

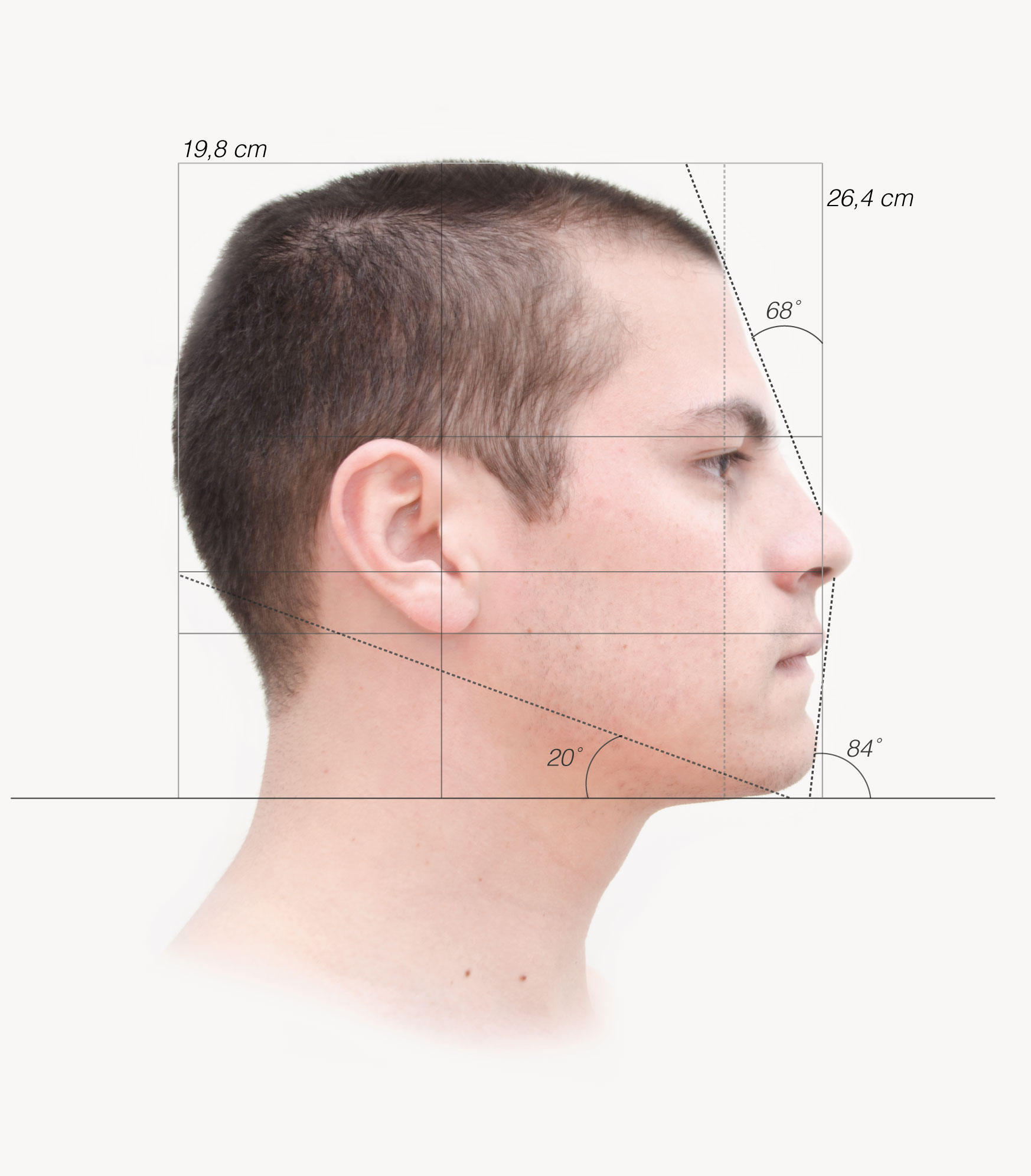
Imagem de um homem com base nas medições do Petrus Camper

Petrus Camper é conhecido por sua teoria do ângulo facial (Prognatismo). Ele determinou que os humanos tinham ângulos faciais entre 70° e 80°, com ângulos africanos e asiáticos mais próximos de 70° e europeus mais próximos de 80. De acordo com sua nova técnica de retratos, um ângulo é formado pelo desenho de duas linhas: uma horizontalmente a partir de a narina até a orelha e a outra perpendicularmente da parte avançada do osso maxilar superior até a parte mais proeminente da testa. Ele afirmou que as estátuas greco-romanas antigas apresentavam um ângulo de 100°-95°, europeus de 80°, 'orientais' de 70°, negros de 70° e orangotango de 42-58°. Ele afirmou que, de todas as raças, os africanos eram os mais distantes do senso clássico de beleza ideal. Esses resultados foram posteriormente usados como racismo científico, com pesquisas continuadas por Étienne Geoffroy Saint-Hilaire e Paul Broca.
Camper, no entanto, concordou com Buffon em traçar uma linha nítida entre humanos e animais (embora tenha sido mal interpretado por Diderot, que alegou ser um defensor da teoria da Grande Cadeia do Ser). Camper confirmou a classificação das espécies por Linné.

## Trabalhos
- Petrus Camper (1746). "Dissertatio optica de visu" (PDF). Dissertação da Universidade de Leiden.
- Demonstrationes anatomico - pathologicae [1760–1762]
- Dissertation sur les différences des traits du visage e Discours sur l'art de juger les passions de l'homme par les traits de son visage
- On the Best Form of Shoe (Na melhor forma de sapato)
- Two lectures to the Amsterdam Drawing society on the facial angle (Duas palestras para a Amsterdam Drawing Society sobre o ângulo facial) (1770)
- On the Points of Similarity between the Human Species, Quadrupeds, Birds, and Fish; with Rules for Drawing, founded on this Similarity (Sobre os pontos de semelhança entre as espécies humanas, quadrúpedes, pássaros e peixes; com Regras de Desenho, fundadas nesta Similaridade) (1778)
- Historiae literariae cultoribus SPD Petrus Camper. Uma lista de seu trabalho, publicada por ele mesmo.

- Works by Petrus Camper, a compilação francesa da obra de Camper, baseada nas notas de aula francesas de Camper e nas publicações póstumas de seu filho A.G. Camper, publicada e parcialmente traduzida por Hendrik Jansen em 1803 em três volumes octavo.[6][7]